# Hylomyscus simus
Hylomyscus simus — вид гризунів родини мишевих (Muridae). Ареал: Сьєрра-Леоне, Гвінея, Кот-д'Івуар, Гана. Вид відокремлено від H. alleni. Його природне місце проживання — тропічні ліси.